# Star Wars: The Clone Wars (série télévisée d'animation)
Vous lisez un « bon article » labellisé en 2016.
Pour les articles homonymes, voir Guerre des clones (homonymie).
Cet article concerne la série d'animation en images de synthèse Star Wars: The Clone Wars. Pour la série d'animation sous forme de dessin animé, voir Star Wars: Clone Wars. Pour le film d'animation, voir Star Wars: The Clone Wars.
Star Wars Rebels
Star Wars: The Clone Wars, ou Star Wars : La Guerre des clones au Québec, est une série d'animation en 3D américaine en 133 épisodes de 20 à 27 minutes, créée par George Lucas et diffusée entre le 3 octobre 2008 et le 2 mars 2013 sur Cartoon Network puis à partir du 7 mars 2014 via le service de streaming Netflix jusqu'à la saison 6. La saison 7 est diffusée sur Disney+ à la sortie de ce service.
Précédée d'un film du même nom sorti au cinéma en août 2008, la série décrit la guerre des clones, un conflit se déroulant entre l'épisode II et l'épisode III de la série de films Star Wars. Ce conflit oppose la République se battant pour la paix et la démocratie grâce aux Jedi et aux soldats clones, et les Séparatistes se battant pour la prise du pouvoir grâce aux Sith et aux droïdes de combat. Il s'agit de la seconde série à reprendre cette intrigue, la première étant Star Wars: Clone Wars.
En France, la série est diffusée à partir du 23 décembre 2008 sur W9, depuis le 18 janvier 2009 sur M6 dans l'émission M6 Kid, dès le 14 février 2009 sur Cartoon Network et depuis le 22 juillet 2014 sur le service de streaming Canalplay. En Belgique, elle est diffusée à partir du 10 janvier 2009 sur Club RTL. Au Québec, sa diffusion débute dès l'automne 2009 sur Télétoon.
Le 11 mars 2013, la série est annulée au bout de cinq saisons. Toutefois, une partie de la sixième sort et un projet connu sous le nom de The Clone Wars Legacy adapte dans d'autres formats les arcs narratifs alors non produits. Finalement, le 19 juillet 2018, douze nouveaux épisodes sont annoncés pour être diffusés entre le 21 février 2020 et le 4 mai 2020 aux États-Unis et entre le 7 avril 2020 et le 4 mai 2020 en France sur Disney+.
The Clone Wars est devenue l'une des séries les plus regardées de l'histoire de Cartoon Network et a généralement été bien reçue par les critiques. Elle a remporté de nombreuses récompenses et nominations, notamment plusieurs Annie Awards et Daytime Emmy Awards.

## Synopsis
L'univers de Star Wars se déroule dans une galaxie qui est le théâtre d'affrontements entre les Chevaliers Jedi et les Seigneurs noirs des Sith, personnes sensibles à la Force, un champ énergétique mystérieux leur procurant des pouvoirs psychiques. Les Jedi maîtrisent le côté lumineux de la Force, pouvoir bénéfique et défensif, pour maintenir la paix dans la galaxie. Les Sith utilisent le côté obscur, pouvoir nuisible et destructeur, pour leurs usages personnels et pour dominer la galaxie.
Pour amener la paix, une République galactique a été fondée avec pour capitale la planète Coruscant. Cependant, certains membres de la République pensent que celle-ci est corrompue. Afin de prendre le contrôle de la galaxie, ils se font nommer les Séparatistes et dirigent une armée droïde. Pour contrer les plans de domination des Séparatistes, la République se dote quant à elle d'une armée de soldats clones dirigée par les Jedi. Les deux armées s'affrontent pour la première fois durant la bataille de Géonosis en 22 av. BY,.
À la suite de cette bataille, la guerre débute pour la paix ou la prise du pouvoir. La série reprend le duo de principaux personnages des films : Anakin Skywalker et Obi-Wan Kenobi, ainsi que de l'univers étendu comme Asajj Ventress et en introduit de nouveaux, comme Ahsoka Tano (une padawan Togruta), ou le capitaine Rex. Les épisodes sont liés entre eux, ainsi qu'avec le film homonyme, en différents grands cycles.

## Fiche technique
- Titre original et français : Star Wars: The Clone Wars
- Autres titres francophones : Star Wars : La Guerre des clones (Québec)
- Création : George Lucas
- Réalisation : Dave Filoni (supervision), Steward Lee, Kyle Dunlevy, Brian Kalin O'Connell, Giancarlo Volpe, Danny Keller et Bosco Ng
- Scénario : Henry Gilroy, Drew Z. Greenberg, Scott Murphy, Christian Taylor, Steven Melching et Katie Lucas
- Direction artistique : Kilian Plunkett
- Montage : Jason Tucker, Nicolas Anastassiou et R. Orlando Duenas
- Musique : Kevin Kiner, John Williams (thèmes originaux)
- Casting : Jenn Berry
- Production : Cary Silver (saisons 1 à 6), Catherine Winder (saisons 1 à 6) et Caroline Robinson Kermel (saison 7)
  - Production associée : Sarah Wall (saisons 1 à 6) et Josh Rimes (saison 7)
  - Production déléguée : George Lucas (saisons 1 à 6), Catherine Winder (saisons 1 à 6) et Dave Filoni (saison 7)
  - Production exécutive : Mary Maffei (saisons 1 à 6) et Athena Yvette Portillo (saisons 1 à 6)
  - Coproduction : Carrie Beck (saison 7)
- Sociétés de production : Lucasfilm, Lucasfilm Animation, Lucasfilm Animation Singapore et CGCG[3]
- Sociétés de distribution : Turner Entertainment (2008-2013)[4], Disney-ABC Domestic Television (depuis 2013), Netflix (2014-2019)[5], Disney+ (depuis 2019)[6]
- Budget : environ un million de dollars par épisode[7]
- Pays d'origine :  États-Unis
- Langue originale : anglais
- Format : couleur - 2,55:1[Note 2] - son Dolby Digital
- Genre : science-fiction
- Durée : 22 minutes

## Distribution
Note : pour une distribution plus complète, voir la section « Distribution » de la saison voulue.

### Voix originales
- Matt Lanter : Anakin Skywalker
- Ashley Eckstein : Ahsoka Tano
- James Arnold Taylor : Obi-Wan Kenobi et Plo Koon
- Dee Bradley Baker : les soldats clones
- Tom Kane : Yoda, l'amiral  Wullf Yularen, le narrateur
- Catherine Taber : Padmé Amidala
- Terrence C. Carson (en) : Mace Windu
- R2-D2[Note 3]
- Anthony Daniels : C-3PO
- Ian Abercrombie (saisons 1 à 6), Tim Curry (saisons 5 et 6) et Ian McDiarmid (saison 7) : Palpatine / Dark Sidious
- Matthew Wood : général Grievous, les droïdes de combat
- Corey Burton : comte Dooku / Dark Tyranus, Cad Bane
- Nika Futterman : Asajj Ventress
- Clancy Brown : Savage Opress
- Sam Witwer : Dark Maul
- Ahmed Best : Jar Jar Binks
- Phil LaMarr : Bail Organa, Kit Fisto et Orn Free Taa
- Jim Cummings : Hondo Ohnaka
- Meredith Salenger Barriss Offee
- Katee Sackhoff : Bo-Katan[8]
- Jon Favreau : Pre Vizla[8]

### Voix françaises
- Emmanuel Garijo (saisons 1 à 4 et 7) et Matthieu Sampeur (saisons 5 et 6) : Anakin Skywalker
- Olivia Luccioni (saisons 1 à 4 et 7) et Isabelle Volpe (saisons 5 et 6) : Ahsoka Tano
- Bruno Choël (saisons 1 à 4 et 7) et Jean-Pierre Michaël (saisons 5 et 6) : Obi-Wan Kenobi
- Serge Biavan (saisons 1 à 4 et 7) et Gilles Morvan (saisons 5 et 6) : les soldats clones
- Jean Lescot (saisons 1 à 6), Denis Boileau (saison 6) et Daniel Kenigsberg (saison 7) : Yoda
- Sylvie Jacob : Padmé Amidala
- Jean-Paul Pitolin : Mace Windu
- Pierre Dourlens (saisons 1 à 4) et Patrick Floersheim (saisons 5 et 6) : Plo Koon
- Roger Carel (saisons 1 à 3) et Jean-Claude Donda (saison 4) : C-3PO
- Jean-Luc Kayser : Wullf Yularen
- Georges Claisse : Palpatine / Dark Sidious
- Jean-Claude Donda (saisons 1 à 4 et 7) et Michel Dodane (saisons 5 et 6) : le narrateur
- Emmanuel Garijo (saisons 1 à 4 et 7) et Emmanuel Rausenberger (saisons 5 et 6) : les droïdes de combat
- Bernard Dhéran (saisons 1 et 2), Pierre Dourlens (saisons 3 et 4) et Philippe Catoire (saisons 5 et 6) : comte Dooku / Dark Tyranus
- Gérard Darier : général Grievous
- Laura Blanc : Asajj Ventress
- Michel Vigné : Savage Opress
- Pascal Germain (saison 4) et Marc Bretonnière (saisons 5 et 7) : Dark Maul
- Vincent Violette : Cad Bane
- Roland Timsit : Jar Jar Binks
- Bertrand Liebert (saisons 1 à 4) et Lionel Tua (saison 6) : Bail Organa
- Patrick Béthune (saisons 1 à 4) et Raphaël Cohen (saison 5) : Hondo Ohnaka
- Jessica Monceau : Barriss Offee

- Version française :
  - Société de doublage : Dubbing Brothers (saisons 1 à 4 et 7), Technicolor (saisons 5 et 6)[9]
  - Direction artistique : Danièle Bachelet (saisons 1 à 4 et 7), Marc Bacon (saisons 5 et 6)[9]
  - Adaptation des dialogues : Michel Berdah (saisons 1 à 4 et 7), Philippe Blanc (saisons 5 et 6)[9]

 Source et légende : version française (VF) sur RS Doublage et Planète Jeunesse
 Note : la société Technicolor a repris le doublage de la cinquième et sixième saison après de longues négociations, et n'a voulu reprendre qu'une partie de la distribution française. Plusieurs comédiens ont fait bloc pour que l'équipe reste inchangée. À la suite du refus de la demande par la société de doublage, plusieurs comédiens n'ont pas contribué à la réalisation de la version française .

### Voix québécoises
- Martin Watier : Anakin Skywalker
- Claudia-Laurie Corbeil (saisons 1 à 4) et Émilie Bibeau (saisons 5 et 6) : Ahsoka Tano
- François Godin : Obi-Wan Kenobi
- Jean-François Beaupré : les soldats clones
- Jacques Lavallée : Yoda
- Aline Pinsonneault : Padmé Amidala
- James Hyndman : Mace Windu
- Luis de Cespedes : C-3PO
- Yves Corbeil : Palpatine / Dark Sidious
- Pierre Chagnon : le narrateur / Savage Opress
- Xavier Dolan : les droïdes de combat
- Guy Nadon : comte Dooku / Dark Tyranus
- Louis-Philippe Dandenault : général Grievous
- Marie-Andrée Corneille : Asajj Ventress
- Sébastien Dhavernas : Jar Jar Binks
- Marc-André Bélanger : Bail Organa

- Version québécoise :
  - Société de doublage : Cinélume[12]
  - Direction artistique : Hélène Mondoux, Johanne Garneau et Marc Bacon[12]
  - Adaptation des dialogues : Thibaud de Courrèges[12]

 Source et légende : version québécoise (VQ) sur Doublage.qc.ca

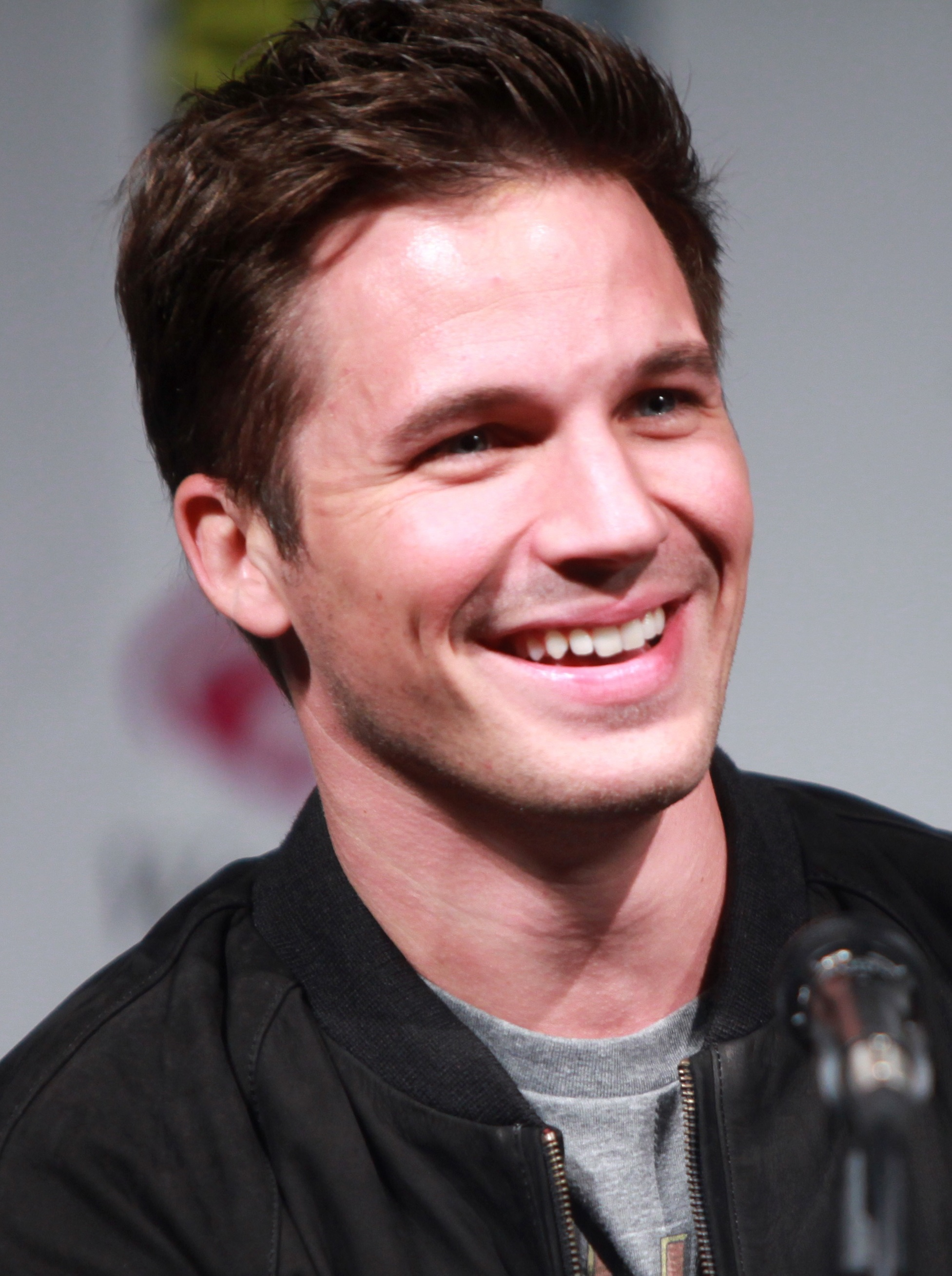
Matt Lanter en 2014.
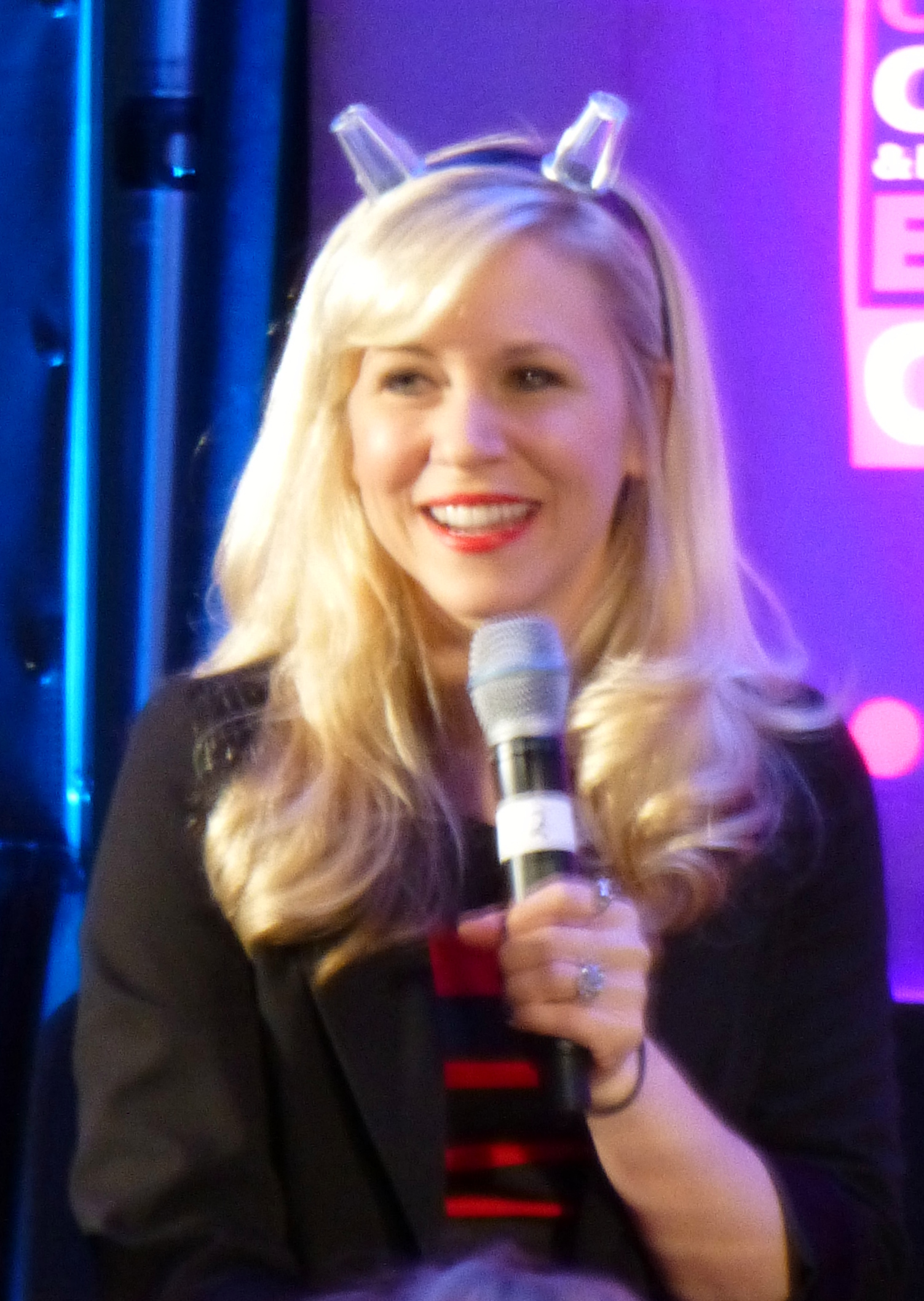
Ashley Eckstein en 2014.
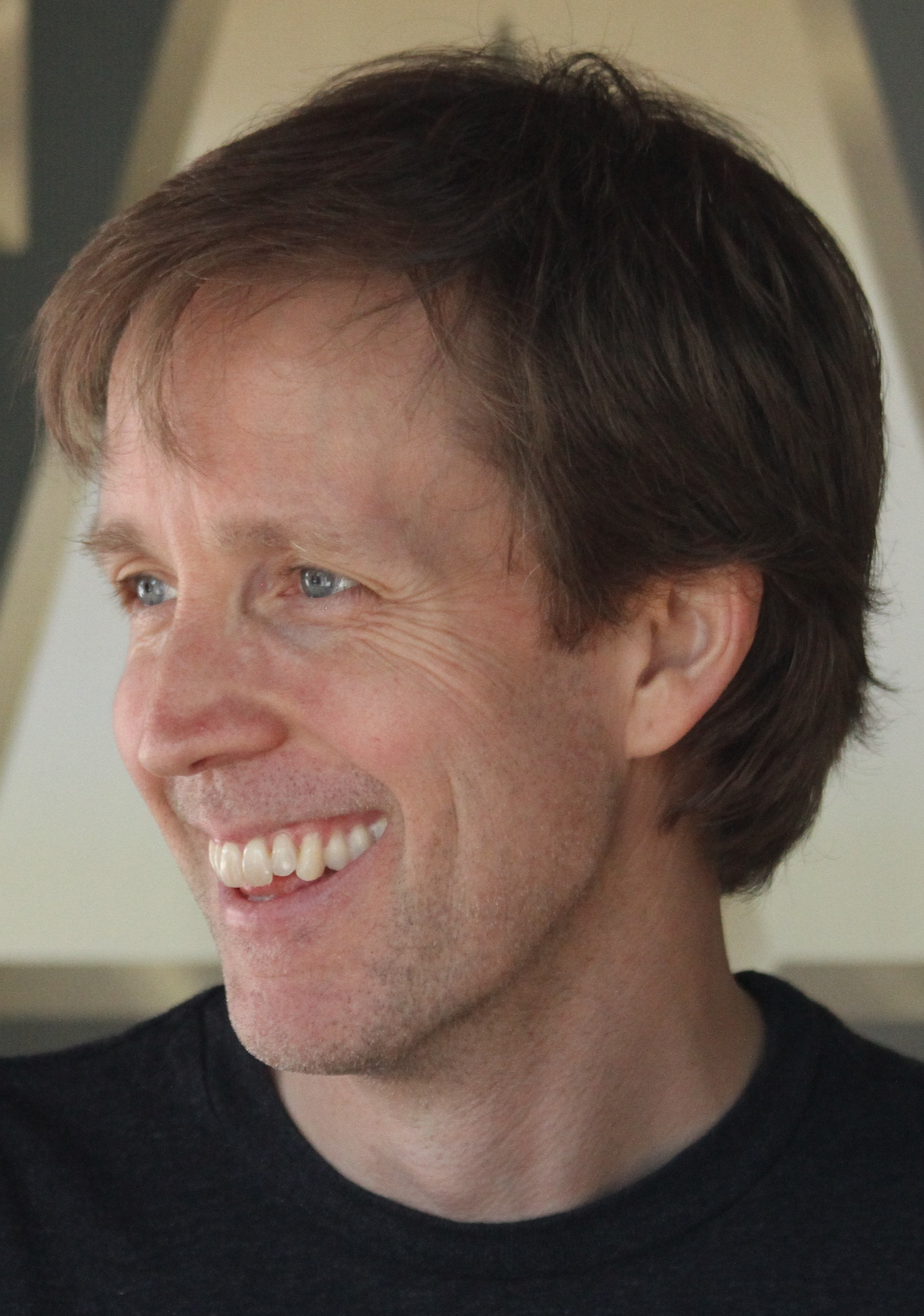
James Arnold Taylor en 2012.
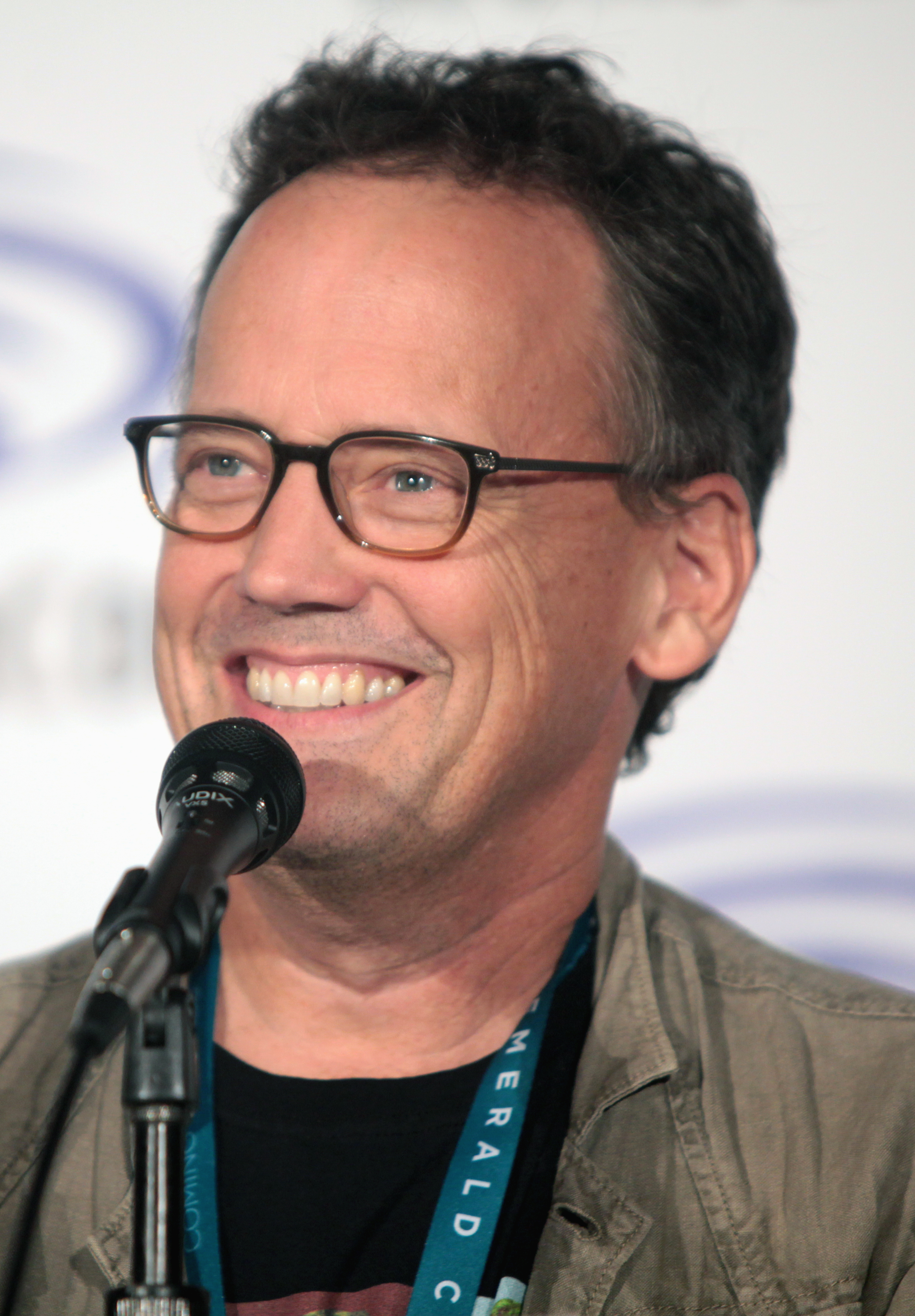
Dee Bradley Baker en 2016.
Matthew Wood en 2019.
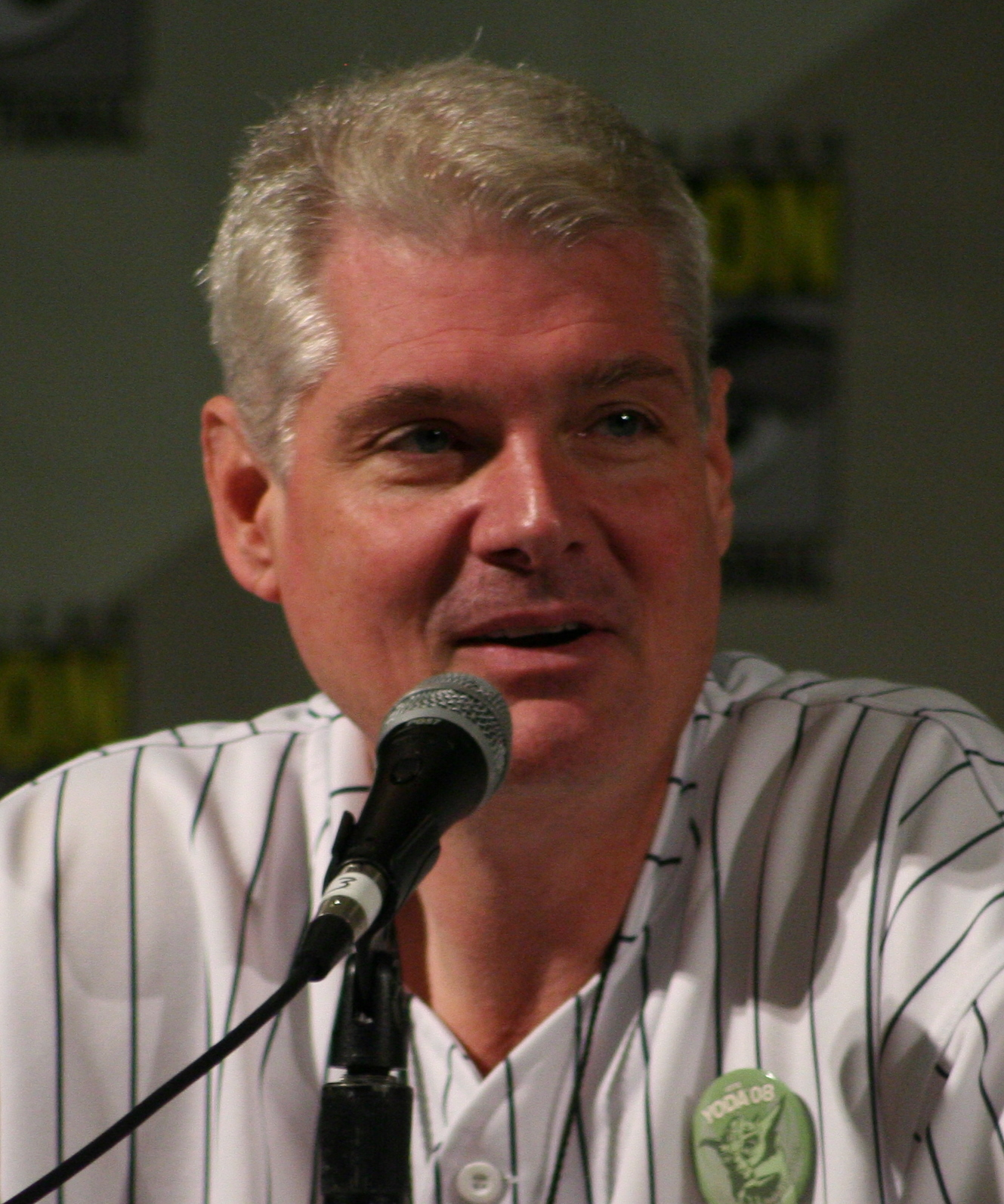
Tom Kane en 2008.

## Production

### Développement
Dès 2002, George Lucas envisage une série d'animation qui aurait lieu entre les épisodes II et III de ses préquelles, afin d'étoffer les aventures des chevaliers Jedi Obi-Wan Kenobi et Anakin Skywalker, et d'explorer des héros, des méchants et des planètes qui sont peu exploités dans les films de la prélogie. Après la diffusion de Star Wars: Clone Wars, Lucas commence à poursuivre son projet « Clone Wars » en 2005 en convoquant la section recherche et développement de Lucasfilm Animation où il décide de recruter de jeunes artistes tels que Dave Filoni. Lucas et Filoni travaillent alors étroitement ensemble (Filoni étant un ancien réalisateur de la série Nickelodeon Avatar, le dernier maître de l'air) pour perfectionner le look de The Clone Wars et développer des scripts, en utilisant souvent des idées inutilisés que Lucas garde depuis le premier film Star Wars sorti en 1977.
Filoni propose alors à Lucas son idée initiale : une série centrée sur un groupe de personnages récurrents qui voyagent à bord d'un vaisseau spatial similaire au Faucon Millenium. L'équipage du vaisseau inclurait un contrebandier, sa petite amie, un Gungan nommé Lunker, un apprenti Jedi nommé Ashla et son maître Jedi. Cette idée initiale de The Clone Wars est conçue par Filoni pour ne pas interférer avec la continuité existante. Ainsi, cela aurait inclus seulement des apparitions occasionnelles de personnages de films tels qu'Obi-Wan Kenobi et Anakin Skywalker. Cependant, Lucas refuse et décide que la série doit se concentrer sur les personnages des films. Certaines idées de Filoni sont tout de même conservées, comme l'apprenti Ashla, dont le sexe et le prénom sont finalement changés en Ahsoka. C'est finalement en avril 2005, lors de la convention de fans Star Wars Celebration III, que George Lucas annonce la série en déclarant : « nous travaillons sur une suite en 3D de la série pilote qui était diffusée sur Cartoon Network, nous n'allons probablement pas commencer ce projet pour une autre année »,.
Genndy Tartakovsky, qui a réalisé la précédente série, n'est pas impliqué dans la production. Trois mois plus tard, la préproduction de la série commence au studio Lucasfilm Animation, selon Steve Sansweet, directeur des relations avec les fans chez Lucasfilm. Sansweet présente la série comme « la prochaine génération de la saga Star Wars, une série avant-gardiste de trente minutes animée en 3D par ordinateur et basée sur la guerre des clones qui a lieu entre l'épisode II et l'épisode III »,. Il décrit ensuite le look de la nouvelle série comme une fusion d'anime asiatique qui s'inspire de la série télévisée Les Sentinelles de l'air avec un style d'animation 3D unique,.

### Distribution des rôles
Le casting de The Clone Wars reprend des personnages, et les voix des interprètes, de la série précédente : Tom Kane, James Arnold Taylor et Anthony Daniels reprennent leurs rôles respectifs de Yoda, Obi-Wan Kenobi et C-3PO, tandis que de nouveaux interprètes sont embauchés pour prêter leurs voix à des personnages. À l'exception de C-3PO, aucun autre acteur des films ne revient prêter sa voix, mise à part en invité, dans la série. George Lucas explique que cela est dû aux emplois du temps des interprètes, qu'il serait difficile de réunir tout le monde en même temps et que le salaire de ceux-ci ainsi que l'envie d'avoir des inconnus en sont les raisons.
Anthony Daniels, qui interprète C-3PO dans tous les films ainsi que dans Au temps de la guerre des étoiles, les adaptations radio de Star Wars, Droïdes : Les Aventures de R2-D2 et C-3PO et Star Wars: Clone Wars, confirme en juin 2006 qu'il a été contacté pour de nouveau interpréter le personnage dans la série. Hayden Christensen, qui joue Anakin Skywalker dans L'Attaque des clones et La Revanche des Sith, déclare en février 2008 à MTV qu'il n'a pas été appelé afin de prêter sa voix au personnage, mais a exprimé son intérêt de le faire tout de même.
Le 17 février 2008, le site TheForce.net révèle que la voix d'Ahsoka Tano est celle de l'actrice Ashley Eckstein. Le même jour, son implication dans la série est confirmée. Durant la série, plusieurs personnes ayant déjà participé à l'univers Star Wars font leur apparition afin de prêter leur voix : Liam Neeson revient en Qui-Gon Jinn dans la troisième saison et Mark Hamill, connu pour son rôle de Luke Skywalker, interprète Dark Bane dans l'épisode final de la série.

### Conception
The Clone Wars a la particularité d'être réalisée au format 2,35:1 (cinémascope), format qui n'est habituellement pas utilisé pour les productions télévisuelles mais pour le cinéma. Elle est cependant recadrée en 16:9 (1,77:1) pour sa diffusion à la télévision. La série est également produite en HD. Dès le début, l'équipe de production décide d'utiliser l'animation 3D d'une manière inédite. La préproduction de The Clone Wars débute alors en février 2006 avec les premiers tests d'animation. George Lucas décrit le style de la série comme « quelque chose qui est très nouveau et différent. L'animation ouvre les possibilités de ce que vous pouvez accomplir. L'animation est comme un carnet de croquis »,. Plutôt que d'utiliser des storyboards 2D classiques, Dave Filoni et son équipe utilisent une prévisualisation par ordinateur, une technique créée par Lucas lors de la production de la trilogie originale. Cette technique permet aux réalisateurs de visualiser des scènes avant qu'elles ne soient animées afin de tester les cinématiques de la série, ce qui constitue une occasion pour les réalisateurs de travailler dans un environnement en trois dimensions.
Par la suite, Lucasfilm et Lucasfilm Animation utilisent les logiciels de la société Autodesk pour animer le film et la série. Le programme de modélisation 3D Autodesk Maya est utilisé pour créer des mondes très détaillés, les personnages et les créatures. L'équipe créative de Lucasfilm Animation, basée en Californie, construit l'histoire et les scènes importantes, tandis que les animateurs des studios en Asie, via Lucasfilm Animation Singapore et CGCG, produisent l'animation. Celle-ci représente un travail de 24/7 pour générer en moyenne huit minutes d'animation terminées chaque semaine. Parallèlement, l'équipe de Filoni examine le travail de l'animation via le courrier électronique et les conférences en ligne. Les animateurs ont également examiné les dessins de la série Star Wars: Clone Wars pour la création du style d'animation de The Clone Wars.
En effet, le style d'animation, dont The Clone Wars est inspiré, provient partiellement de la série de Genndy Tartakovsky. Les personnages sont sculptés par les ordinateurs, le design du photo réalisme est rapidement écarté et le choix de les faire ressembler à des marionnettes en bois peint est choisi,.

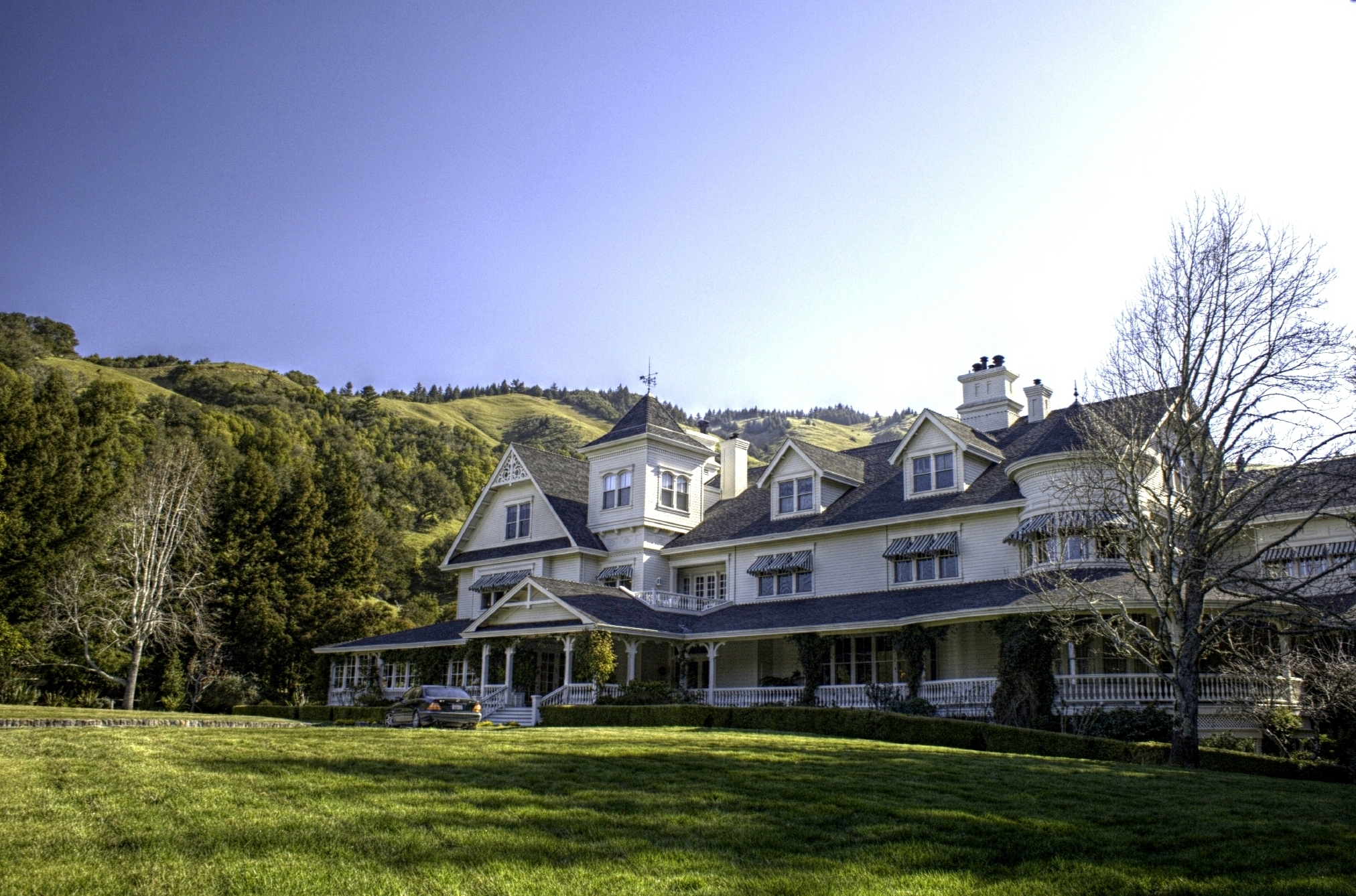
Le Skywalker Ranch, lieu où les épisodes sont finalisés.

Dans une interview vidéo avec Rob Coleman (en), Imagina 2007 divulgue qu'il y a quinze épisodes en production, qu'un épisode est finalisé, qu'il a réalisé cinq des vingt-deux premiers épisodes, que la réaction des licences est très positive, et que le montage final de épisodes est fait au Skywalker Ranch,. Le 3 mars 2007, George Lucas apparaît au Paley Center for Media et révèle que la série est épisodique, et, en tant que telle, qu'elle ne se concentre pas uniquement sur l'histoire d'Anakin Skywalker, mais également avec des épisodes consacrés aux soldats clones et à d'autres personnages. Lucas révèle plus d'informations dans l'interview d'un fan : un nouveau personnage nommé Ahsoka Tano, plus de cent épisodes et une possible apparition du célèbre chasseur de primes Boba Fett.
Le logo du film et de la série est un mélange entre ceux de lépisode II : L'Attaque des clones et de lépisode V : L'Empire contre-attaque, afin de garder l’esprit des films et de revenir à un logo plus traditionnel. Quant aux sons, certains, créés par Ben Burtt, sont tirés des films puis repris et retravaillés par Matt Wood, l'ingénieur du son de la série. Le 24 septembre 2007, dans une interview avec TV Guide, Lucas confirme que trente-neuf épisodes de la série sont prêts pour une diffusion. Le créateur de la saga est très impliqué dans la production de la série. Ainsi, il participe à l'élaboration des histoires et des scripts et fournit des illustrations, des références, des idées et des concepts pour les designs. Il suit de près tous les épisodes durant la production jusqu'aux modifications finales quand ils sont achevés.

### Continuité
La continuité avec les autres œuvres de l'univers étendu est prise très au sérieux par l'équipe de la série. Cependant, Lucas fait de légères modifications pour le bien de l'histoire et est consulté directement lorsqu'il s'agit des personnages principaux. The Clone Wars ne remplace pas la précédente série Clone Wars dans la continuité, mais élargit ce que celle-ci a établi. Pour Dave Filoni, il n'y a pas de connexion implicite entre Clone Wars et The Clone Wars, celui-ci déclarant : « Personnellement, en tant que fan, je ne pense jamais à discréditer un autre matériau, juste que celui-ci est d'un point de vue différent, un regard différent sur la guerre et de comment prendre la guerre. C'est un univers en constante expansion dans beaucoup de façons »,.
Lors de la convention Star Wars Celebration IV, Filoni montre une série de diapositives représentant plusieurs designs de sculptures de personnages pour la série. Il déclare que le style est partagé entre celui de Clone Wars et de l'aspect réaliste des films et que les éléments de la série diffèrent légèrement de ce qui a été établi précédemment dans la continuité. Plusieurs modifications sont apportées par rapport à Clone Wars, notamment qu'Obi-Wan ne porte pas autant et entièrement une armure des soldats clones, que le général Grievous a sa toux avant la bataille de Coruscant et que les styles de combat Jedi sont plus proche des films, et non plus comme certaines des capacités Jedi jugées exagérées dans la précédente série,. Le 8 août 2009, la romancière Karen Traviss annonce qu'elle quitte la franchise Star Wars en raison de problèmes de continuité soulevés avec la publication du livre The Art of Star Wars: The Clone Wars. La troisième saison de Star Wars: The Clone Wars est également marquée par l'évolution de la tenue vestimentaire d'Anakin Skywalker et d'Obi-Wan Kenobi afin d'être plus proche de la tenue qu'ils arborent dans La Revanche des Sith.
Le 17 mars 2014, le site officiel de Star Wars présente un ordre chronologique des 121 épisodes de la série, incluant le long-métrage et l'héritage de la série après l'annulation de celle-ci. Finalement, le 25 avril 2014, il est annoncé que l'univers étendu est rebaptisé sous le nom de Star Wars : Légendes (Star Wars: Legends) et que seuls les six films de la saga, The Clone Wars, incluant le long-métrage, et la série Star Wars Rebels sont considérés comme « canon », annulant ainsi toutes les préoccupations concernant les conflits entre la série et l'univers étendu. Cependant, les jeux vidéo, bandes dessinées, romans ou tout autre produit basé sur la série ne sont pas considérés comme « canon », à l'exception de la bande dessinée Dark Maul : Fils de Dathomir, du roman Sombre Apprenti et des possibles autres projets à venir développés à l'origine pour la série mais qui ne furent finalement pas diffusés.

### Projet d'une série dérivée
Le 24 novembre 2016, Pablo Hidalgo (en), l'un des membres du Lucasfilm Story Group, révèle que George Lucas envisageait une série dérivée pour The Clone Wars tout en planifiant la vente de Star Wars,,. Initialement, les épisodes de l'arc destiné aux initiés Jedi, durant la cinquième saison, allaient être retirés puis rassemblés en un potentiel film pilote pour la série dérivée,,. Après le montage des épisodes, le film aurait fait l'objet d'une projection test lors de la Star Wars Celebration VI afin d'encourager les parents et les enfants à venir,. Finalement, Lucas abandonne et réintègre les épisodes dans la saison,,.

## Épisodes
Chaque épisode est conçu pour être autonome, avec d'abord une morale thématique baptisée « Sagesse Jedi » et ensuite un récit d'ouverture qui oriente le spectateur et qui met en place l'histoire. La série comporte sept saisons. Les quatre premières saisons comportent chacune vingt-deux épisodes, la cinquième vingt, la sixième treize et la septième douze. 
Saison 1
La première saison est composée de vingt-deux épisodes. Elle montre une grande variété de combats et d'aventures avec le général Grievous et le comte Dooku en tant qu'antagonistes principaux. La plupart des épisodes sont indépendants, mais un fil conducteur est présent tout au long de la saison : la République et les Séparatistes tentent de convaincre différentes planètes et espèces de se ranger de leur côté.
Saison 2
La deuxième saison est composée de vingt-deux épisodes. Les Sith embauchent des chasseurs de primes et des mercenaires afin de voler divers objets et d'éliminer des personnes gênantes. Pendant ce temps, les forces de la République tentent un assaut sur une usine de fabrication de droïdes de combat sur Géonosis, où s'est déroulée la première bataille du conflit. La saison marque également le retour du personnage de Boba Fett qui veut se venger de Mace Windu, le Jedi qui a tué son père dans le film L'Attaque des clones.
Saison 3
La troisième saison est composée de vingt-deux épisodes. La première moitié de la saison est moins axée vers la guerre et plus sur la diplomatie. Elle montre les conséquences de la guerre sur les différentes espèces et planètes affectées par le conflit, ainsi que les différences de points de vue qui existent entre le Sénat galactique et le conseil Jedi. Cette première moitié est également utilisée afin de rendre la série plus cohérente envers ses précédentes saisons et aussi à créer une meilleure chronologie. Dans la seconde moitié de la saison, le jeune Jedi Anakin Skywalker évolue un peu plus vers le côté obscur de la Force. Pendant ce temps, Dark Maul, un ancien ennemi qu'Obi-Wan Kenobi croyait vaincu sur Naboo quand il était padawan, refait surface, tandis qu'un monstrueux tueur nommé Savage Opress apparaît.
Saison 4
La quatrième saison est composée de vingt-deux épisodes. Elle reprend la même intrigue que la troisième saison : la diplomatie et le ressenti de la guerre par les différentes espèces et planètes, mais de façon moins appuyée. Parallèlement, Dark Maul s'avère être en vie et ne recule devant rien pour assouvir sa vengeance envers Obi-Wan Kenobi.
Saison 5
La cinquième saison est composée de vingt épisodes. Elle est la seule à se composer de cinq arcs d'histoire en quatre parties, dont trois sont centrés sur le personnage d'Ahsoka Tano. Pendant ce temps, les Séparatistes gagnent plus de terrain et l'histoire de Savage Opress touche à sa fin.
Saison 6
La sixième saison est composée de treize épisodes. Elle explore les sujets cruciaux apparus dans L'Attaque des clones et La Revanche des Sith : la création des soldats clones et les détails de la Grande purge Jedi. Tandis que le chancelier Palpatine affermit son pouvoir au sein de la République, maître Yoda étudie plus profondément la nature de la Force et ses secrets.
Saison 7
La septième et dernière saison est composée de douze épisodes. Elle peut être divisée en trois parties distinctes. La première partie est centrée sur l’escouade 99 ou la Bad batch. La seconde est sur la vie d'Ahsoka Tano après sa décision de quitter l’ordre  Jedi. Le dernier arc de la série est centré sur la bataille de Mandalore et sur la mise en œuvre de la grande purge Jedi par Palpatine.

## Produits dérivés

### Éditions en vidéo

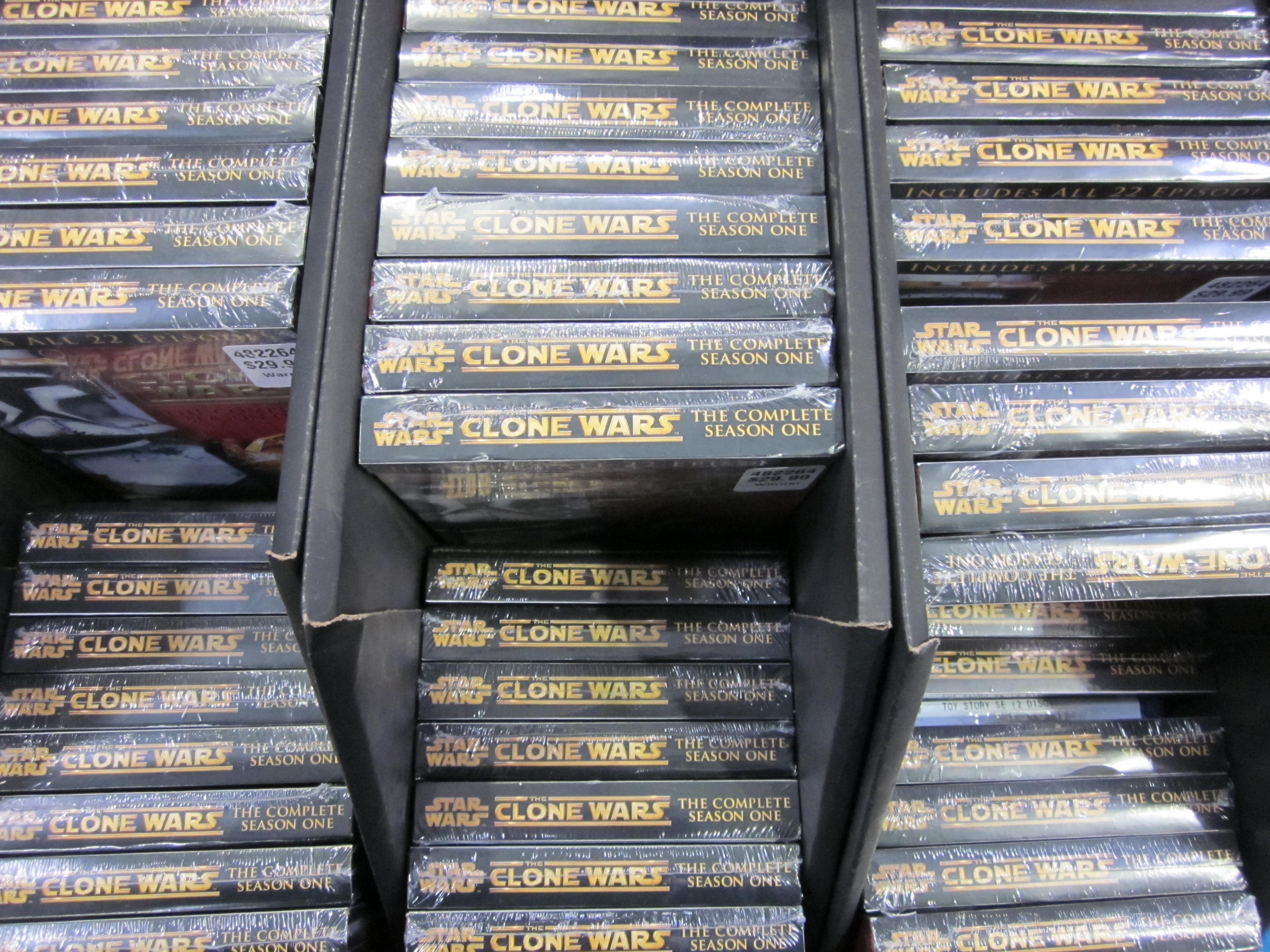
Coffrets DVD de l'intégrale de la première saison dans un magasin à San Francisco.

La commercialisation de The Clone Wars débute le 24 mars 2009 en DVD lors de la sortie de Star Wars: The Clone Wars - A Galaxy Divided puis le 3 novembre 2009 en disque Blu-ray lors de la sortie de l'intégrale de la première saison. Durant les saisons, à l'exception de la cinquième et sixième, plusieurs volumes contenant les épisodes sortent uniquement en DVD, puis l'intégrale de la saison est commercialisée sur les deux supports,.
Parallèlement, certains épisodes de la série sont commercialisés uniquement en DVD et aux États-Unis :
- Star Wars: The Clone Wars - A Galaxy Divided : il regroupe les quatre premiers épisodes de la série (Embuscade, L'Aube du Malveillant, L'Ombre du Malveillant et Détruisez le Malveillant) et sort le 24 mars 2009[57].
- Star Wars: The Clone Wars - Clone Commandos : il regroupe les épisodes 5 et 19 à 21 de la première saison (Les Bleus, Tempête sur Ryloth, Les Innocents de Ryloth et Liberté sur Ryloth) et sort le 15 septembre 2009[60].
- Star Wars: The Clone Wars - Darth Maul Returns : il regroupe les épisodes 19 à 22 de la quatrième saison (Le Massacre, Les Chasseurs, Les Frères et Vengeance) et sort le 11 septembre 2012[61].

En 2015, un coffret, qui compile les intégrales des cinq premières saisons sorties individuellement, est commercialisé. Accompagné d'une figurine Pop!, de la société Funko, à l'effigie de Yoda, il sort exclusivement en France sur les deux supports,.
| Intitulé du coffret                                           | Nombre d'épisodes | Dates de sortie                    | Dates de sortie                    | Dates de sortie             | Dates de sortie             | Nombre de disques | Nombre de disques | Distributeur                   |
| Intitulé du coffret                                           | Nombre d'épisodes | Zone 1 (dont États-Unis et Canada) | Zone 1 (dont États-Unis et Canada) | Zone 2 (Europe dont France) | Zone 2 (Europe dont France) | Nombre de disques | Nombre de disques | Distributeur                   |
| Intitulé du coffret                                           | Nombre d'épisodes | DVD et Blu-ray                     | DVD et Blu-ray                     | DVD et Blu-ray              | DVD et Blu-ray              | DVD               | Disque Blu-ray    | Distributeur                   |
| ------------------------------------------------------------- | ----------------- | ---------------------------------- | ---------------------------------- | --------------------------- | --------------------------- | ----------------- | ----------------- | ------------------------------ |
| Star Wars: The Clone Wars - L'intégrale de la saison 1        | 22                | 3 novembre 2009                    | 3 novembre 2009                    | 9 décembre 2009             | 9 décembre 2009             | 4                 | 3                 | Warner Home Video              |
| Star Wars: The Clone Wars - L'intégrale de la saison 2        | 22                | 26 octobre 2010                    | 26 octobre 2010                    | 24 novembre 2010            | 24 novembre 2010            | 4                 | 3                 | Warner Home Video              |
| Star Wars: The Clone Wars - L'intégrale des saisons 1 et 2    | 44                | Aucune sortie                      | Aucune sortie                      | 15 avril 2011               | 15 avril 2011               | 8                 | 6                 | Warner Home Video              |
| Star Wars: The Clone Wars - The Complete Seasons 1-3          | 66                | Aucune sortie                      | Aucune sortie                      | 17 octobre 2011             | 17 octobre 2011             | 13                | 9                 | Warner Home Video              |
| Star Wars: The Clone Wars - L'intégrale de la saison 3        | 22                | 18 octobre 2011                    | 18 octobre 2011                    | 19 octobre 2011             | 19 octobre 2011             | 5                 | 3                 | Warner Home Video              |
| Star Wars: The Clone Wars - The Complete Seasons 1-4          | 88                | Aucune sortie                      | Aucune sortie                      | 22 octobre 2012             | 22 octobre 2012             | 18                | 12                | Warner Home Video              |
| Star Wars: The Clone Wars - L'intégrale de la saison 4        | 22                | 23 octobre 2012                    | 23 octobre 2012                    | 24 octobre 2012             | 24 octobre 2012             | 5                 | 3                 | Warner Home Video              |
| Star Wars: The Clone Wars - L'intégrale de la saison 5        | 20                | 15 octobre 2013,                   | 15 octobre 2013,                   | 16 octobre 2013             | 16 octobre 2013             | 4                 | 2                 | Warner Home Video              |
| Star Wars: The Clone Wars - Saisons 1 à 5 - Édition collector | 108               | 15 octobre 2013,                   | 15 octobre 2013,                   | 16 octobre 2013             | 16 octobre 2013             | 23                | 15                | Warner Home Video              |
| Star Wars: The Clone Wars - The Lost Missions                 | 13                | 11 novembre 2014                   | 11 novembre 2014                   | Aucune sortie               | Aucune sortie               | 3                 | 2                 | Walt Disney Home Entertainment |
| Star Wars: The Clone Wars - Saisons 1 à 5                     | 108               | Aucune sortie                      | Aucune sortie                      | 30 septembre 2015           | 30 septembre 2015           | 23                | 15                | Warner Home Video              |

### Jeux vidéo
Durant les trois premières saisons, The Clone Wars donne naissance à cinq jeux vidéo sortis entre 2008 et 2011 sur différentes plateformes. Par la suite, l'univers de la série est intégré dans d'autres jeux vidéo de la saga.
Les deux premiers jeux, intitulés Star Wars: The Clone Wars - Duels au sabre laser et Star Wars: The Clone Wars - L'Alliance Jedi, basés sur le film et la série, sortent en novembre 2008. Le premier sort uniquement sur Wii et retrace l'histoire du film où il faut déjouer une conspiration organisée par les forces Séparatistes qui ont enlevé le fils du célèbre trafiquant Jabba le Hutt. Le deuxième sort uniquement sur Nintendo DS et consiste à aller à la recherche d'une cargaison manquante contenant des cristaux de sabres laser et de commencer à démêler un complot impliquant l'armée Séparatiste, dirigée par le comte Dooku et le général Grievous.
Le troisième, intitulé Star Wars: The Clone Wars - Les Héros de la République, sort en octobre 2009 sur Windows, PS2, PS3, PSP, Xbox 360, Nintendo DS et Wii et permet d'incarner différents Jedi mais également des soldats clones. L'histoire du jeu commence sur la planète Ryloth après les événements survenus durant la première saison de la série. Le quatrième, nommé Lego Star Wars III: The Clone Wars, sort en mars 2011 sur Windows, Mac OS, PS3, PSP, Xbox 360, Nintendo DS et 3DS et Wii et débute lors de la bataille finale du film L'Attaque des clones et retrace essentiellement la fin de la seconde saison,.
Le cinquième et dernier jeu, dénommé Star Wars: Clone Wars Adventures, est un jeu de rôle en ligne massivement multijoueur lancé en septembre 2010. Il permet aux joueurs de créer et de personnaliser des avatars et de participer à une variété de mini-jeux et d'activités tout en gagnant des crédits de la République pour l'achat de nouvelles armes, tenues, vaisseaux, etc.. Le jeu prend fin le 31 mars 2014. En 2013, The Clone Wars apparaît dans le jeu de flipper Star Wars Pinball.
Dans Disney Infinity 3.0, qui sort en août 2015 sur PS3, PS4, Xbox 360, Xbox One et Wii U puis en octobre 2015 sur Windows, l'intrigue du pack, intitulé Twilight of the Republic, est basée sur les films de la prélogie. Situé pendant les événements de la série, Obi-Wan Kenobi, Anakin Skywalker, Ahsoka Tano et Yoda découvrent une usine droïde réactivée sur la planète Géonosis. Le 15 septembre 2016, un contenu téléchargeable consacré à The Clone Wars sort pour le jeu Lego Star Wars : Le Réveil de la Force. Le contenu permet de contrôler dans le jeu huit personnages de la série : Barriss Offee, Pre Vizsla, le capitaine Rex, le commandant Cody, Asajj Ventress, Savage Opress, Aurra Sing et Cad Bane.
Les personnages de la série sont également présents dans des jeux mobiles sortis sur Android et iOS, dont Star Wars: Galactic Defense, un tower defense qui sort en octobre 2014, Star Wars : Les Héros de la galaxie, un jeu vidéo de rôle sorti en novembre 2015 et Star Wars: Force Arena, un jeu vidéo de stratégie qui sort en janvier 2017.

### Romans
Une série de romans, basés sur certains épisodes de la série, est éditée par la Bibliothèque verte et commercialisée entre 2009 et 2013. Contrairement à la série, ces romans ne sont pas canoniques dans l'univers Star Wars.
| - Tome 1 : L'Invasion droïde, paru le 8 juillet 2009 ; - Tome 2 : Les Secrets de la République, paru le 18 novembre 2009 ; - Tome 3 : Le Retour de R2-D2, paru le 20 janvier 2010 ; - Tome 4 : Un nouveau disciple, paru le 17 février 2010 ; - Tome 5 : La Trahison de Dooku, paru le 17 mars 2010 ; - Tome 6 : Le Piège de Grievous, paru le 5 mai 2010 ; - Tome 7 : Le Plan de Darth Sidious, paru le 1er juillet 2010 ; - Tome 8 : L'Enlèvement du Jedi, paru le 1er septembre 2010 ; - Tome 9 : La Mission de Palpatine, paru le 9 mars 2011 ; | - Tome 10 : L'Attaque des pirates, paru le 7 septembre 2011 ; - Tome 11 : Le Traître, paru le 3 novembre 2011 ; - Tome 12 : Le Duel final, paru le 15 février 2012 ; - Tome 13 : Les Passagers clandestins, paru le 4 juillet 2012 ; - Tome 14 : Le Combat de Jedi, paru le 7 novembre 2012 ; - Tome 15 : Les Nouvelles Recrues, paru le 13 février 2013 ; - Tome 16 : L'Invasion de Kamino, paru le 3 juin 2013 ; - Tome 17 : La Guerre aquatique, paru le 7 août 2013 ; - Tome 18 : L'Attaque des Gungans, paru le 6 novembre 2013. |

Parallèlement, aux États-Unis, une collection est éditée par Grosset & Dunlap où la personne qui lit incarne un personnage du livre. Sur le sol français, elle est également éditée par la Bibliothèque verte et fait partie d'une série d'ouvrages nommée Aventures sur mesure où quatre tomes sortent sur le thème de la série.
- La Voie du Jedi (The Way of the Jedi), paru le 2 octobre 2008 aux États-Unis et le 19 janvier 2011 en France[93] ;
- La Bataille de Teth (Tethan Battle Adventure), paru le 2 juillet 2009 aux États-Unis et le 18 mai 2011 en France[93] ;
- Mission spéciale / La Légion disparue (The Lost Legion), paru le 23 juillet 2009 aux États-Unis et le 2 mai 2012 en France[93] ;
- L'Armée secrète de Dooku (Dooku's Secret Army), paru le 28 janvier 2010 aux États-Unis et le 5 septembre 2012 en France[93].

### Bandes dessinées

Les produits dérivés de la série sont identifiés (à l'exception des DVD, Blu-ray et jeux vidéo) grâce à ce logo.

Dark Horse Comics édite deux séries, intitulées Star Wars: The Clone Wars - Mission et Star Wars: The Clone Wars Aventures, de bandes dessinées originales, dont les graphismes sont inspirés de ceux de la série, entre 2009 et 2013. En France, les séries sont éditées par les éditions Delcourt dont une troisième, simplement nommée Star Wars: The Clone Wars et uniquement publiée en France, reprend certaines bandes dessinées du magazine. Contrairement à la série, ces trois bandes dessinées ne sont pas canoniques dans l'univers Star Wars. À l'occasion du retour de la série en 2020, IDW Publishing publiera une mini-série nommée Star Wars Adventures: The Clone Wars - Battle Tales en avril.
Star Wars: The Clone Wars - Mission
1. Esclaves de la République (Slaves of the Republic), paru le 12 février 2009 aux États-Unis et le 26 août 2009 en France[97] ;
2. Au service de la République (In Service of the Republic), paru le 30 juin 2010 aux États-Unis et le 25 août 2010 en France[98] ;
3. Héros de la Confédération (Hero of the Confederacy), paru le 1er septembre 2010 aux États-Unis et le 18 mai 2011 en France[99] ;
4. Les Chasseurs de Sith (Strange Allies & The Sith Hunters), paru le 15 août 2012 aux États-Unis et le 17 avril 2013 en France[100] ;
5. Le Temple perdu (The Enemy Within & Defenders of the Lost Temple), paru le 13 mars 2013 aux États-Unis et le 4 septembre 2013 en France[101].

Star Wars: The Clone Wars Aventures
1. Les Chantiers de la destruction (Shipyards of Doom), paru le 24 septembre 2008 aux États-Unis et le 15 octobre 2008 en France[102] ;
2. Point d'impact (Crash Course), paru le 31 décembre 2008 aux États-Unis et le 28 janvier 2009 en France[102] ;
3. Les Cavaliers de Taloraan (The Wind Raiders of Taloraan), paru le 28 mai 2009 aux États-Unis et le 21 octobre 2009 en France[102] ;
4. Le Colosse de Simocadia (The Colossus of Destiny), paru le 23 décembre 2009 aux États-Unis et le 5 mai 2010 en France[102] ;
5. L'Étreinte de Shon-Ju (Deadly Hands of Shon-Ju), paru le 2 décembre 2010 aux États-Unis et le 6 avril 2011 en France[102] ;
6. Le Destructeur d'étoiles (The Starcrusher Trap), paru le 27 juillet 2011 aux États-Unis et le 18 avril 2012 en France[102].

Star Wars: The Clone Wars
1. Coup de main sur Maarka, paru le 3 octobre 2012[103] ;
2. Traqués !, paru le 6 février 2013[103] ;
3. La Planète des fauves, paru le 22 mai 2013[103] ;
4. Attaque nocturne, paru le 16 octobre 2013[103].

### Bande originale
Kevin Kiner compose la bande originale pour tous les épisodes. George Lucas lui demande alors que chaque planète dans la galaxie Star Wars ait son propre thème musical. Kiner s'inspire et utilise les thèmes musicaux créés par John Williams, le compositeur de la musique des films Star Wars. Il incorpore également, d'une manière subtile et suivant la volonté de Lucas, la musique des Experts : Miami, également composée par Kevin Kiner. Pour Kiner, le travail effectué sur un épisode de The Clone Wars s'avère très épuisant et aussi intense que de composer la musique d'un long-métrage. Il décrit que chaque personnage de la série lui offre une inspiration pour différents chemins musicaux, notamment pour les Jedi Luminara Unduli, Plo Koon et surtout Ahsoka Tano.
La bande originale de la série sort sous le nom de Star Wars: The Clone Wars (Original Soundtrack Seasons One Through Six) le 10 novembre 2014 en téléchargement et le 6 décembre 2014 en disque vinyle chez Walt Disney Records. Sa sortie est annoncée lors d'un podcast par Kevin Kiner en juillet 2014. L'album contient vingt-huit pistes pour un total d'environ cinquante-sept minutes et comprend la musique de chaque saison de The Clone Wars. Mis à part quelques titres qui sont mis à disposition sur le site officiel de Kiner, il s'agit de la première sortie officielle de la bande originale de la série, à l'exception du film précèdent celle-ci.

### Autres
Dès novembre 2009, Titan Magazines, au Royaume-Uni, commence à publier un magazine mensuel consacré à la série. Après cinquante-quatre numéros, le magazine est renommé en décembre 2013 Star Wars Comic. Un an plus tard, la publication est arrêtée lorsque Titan Comics perd la licence de publication Star Wars au Royaume-Uni. Parallèlement, aux États-Unis, un magazine bimestriel naît en octobre 2010, toujours chez Titan Magazines, durant dix-huit numéros. Celui-ci finit également par être remplacé par un nouveau intitulé Star Wars Magazine. En France, un magazine, à fréquence de parution trimestrielle, édité par Delcourt, est également commercialisé dès juin 2010. Il reprend le même contenu que le magazine anglais et s'arrête, à la suite de l'annulation de la série, au quatorzième numéro qui paraît en décembre 2013,. Depuis 2008, Lego commercialise pour la collection Lego Star Wars plusieurs jeux de construction basés sur la série.
De son côté, Hasbro commercialise plusieurs produits dérivés : jouets, pistolets, sabre laser, véhicules, etc.. Une série de bande dessinée en ligne courtes, de cinq pages chacune, qui sont placés chronologiquement entre certains épisodes, est publiée chaque semaine sur le site officiel de Star Wars la veille de la diffusion de chaque épisode. Une ligne de figurines, également par Hasbro, est lancée le 26 juillet 2008. Chaque figurine de la ligne est inspirée de la série afin que les personnages y soient fidèlement reproduits. La ligne met en vedette des figurines articulées aux différences vestimentaires limitées en raison du peu de changement de tenues des personnages dans la série tels qu'Ahsoka Tano, Anakin Skywalker et Obi-Wan Kenobi. Peu de personnages d'aliens et de droïdes sont commercialisés, la ligne étant principalement dédiée aux humains. Les figurines basées sur la série ont été commercialisées pendant environ cinq ans avant que la ligne ne se termine au printemps 2013.
Entre 2010 et 2014, la société Topps produit, uniquement en Europe grâce à sa filiale, plusieurs séries de jeu de cartes et de cartes à collectionner basées sur les personnages de The Clone Wars et de la saga. En 2018, la société Funko commercialise des figurines Pop! d'Anakin Skywalker, Obi-Wan Kenobi, deux d'Ahsoka Tano, Yoda, du chasseur de primes Cad Bane et du capitaine Rex. En juillet 2018, à la suite de l'annonce du retour de The Clone Wars, Hasbro annonce qu'elle commercialisera à nouveau des produits basés sur la série.

## Univers de la série
Les personnages, vaisseaux et véhicules de la République galactique sont précédés du logo , ceux de la Confédération des systèmes indépendants du logo .

### Personnages principaux
- Anakin Skywalker : annoncé comme étant l'élu d'une ancienne prophétie qui apportera l'équilibre à la Force, Anakin est un jeune Jedi doté de dons surprenants. Mais il se bat également contre sa colère et garde des secrets qu'il dissimule au conseil Jedi. Pour maître Yoda, le destin d'Anakin demeure obscur, tel qu'il l'était déjà lorsqu'il était un petit garçon[120].
- Ahsoka Tano : jeune apprentie d'Anakin, Ahsoka est courageuse mais aussi têtue et téméraire. Elle a beaucoup à apprendre sur la Force. Sa formation débute en pleine guerre des clones, elle doit donc apprendre sur le champ de bataille. Yoda respecte les aptitudes de la Force d'Anakin, mais s'inquiète de ses attachements émotionnels qui vont le conduire sur une voie dangereuse. En lui donnant une apprentie comme Ahsoka, Yoda espère qu'Anakin va apprendre la nécessité de se détacher[120].
- Obi-Wan Kenobi : ancien maître d'Anakin, Obi-Wan Kenobi est un excellent sabreur et négociateur. Bien qu'il participe aux combats, il n'aime pas la guerre et cherche obstinément des solutions pacifiques à tout conflit. Anakin devient ensuite un chevalier Jedi avec sa propre apprentie. Mais Obi-Wan se préoccupe encore de son ancien apprenti et tente de l'aider à se détacher de ses émotions sans pour autant perdre sa compassion[120].
- Soldats clones : génétiquement conçus à l'identique, produits et entraînés sur Kamino, les soldats clones défendent la République par millions, luttant contre l'armée droïde Séparatistes sur des milliers de mondes déchirés par la guerre. Ils passent leur vie entourés par d'autres soldats ayant le même visage et développent des liens solides, ce qui les rend très efficaces dans les combats. Cependant, ils sont formés pour remplir leurs missions à tout prix, tout en ignorant qu'ils sont la clé de la fin de la République et de l'ordre Jedi[120].

- Comte Dooku / Dark Tyranus : commandant suprême des Séparatistes, Dooku quitte l'ordre Jedi dans un désir d'obtenir plus de puissance. Il se tourne alors vers le Côté obscur de la Force. Il porte secrètement le nom de Dark Tyranus et obéit aux ordres de son mystérieux maître : Dark Sidious[120].
- Asajj Ventress : assassin formé au Côté obscur de la Force par le comte Dooku, Ventress brûle d'impatience d'être vue comme une véritable Sith et rêve du jour où elle tuera Obi-Wan Kenobi et Anakin Skywalker. Elle est constamment mise au défi et répond d'une rage animale, ce qui facilite son passage vers le Côté obscur et la rend particulièrement dangereuse, aussi bien pour ses alliés que pour ses ennemis[120].
- Général Grievous : ancien seigneur de guerre du peuple Kaleesh, Grievous est désormais plus une machine que de la chair, avec des compétences au sabre laser qui font de lui l'égal d'un Jedi. Il déteste ces derniers et prend les sabres de ceux qu'il tue en guise de trophée[120].
- Droïdes de combat : machines simples et robustes, construites par millions par les Séparatistes dans des usines secrètes et expédiés afin d'attaquer les planètes fidèles de la République galactique. Les soldats clones surnomment les droïdes de combat « les boîtes de conserve », malgré le fait que beaucoup d'entre eux trouvent la mort par leurs armes[120].

### Vaisseaux
- Croiseur Jedi : grâce à sa polyvalence, le croiseur Jedi est l'épine dorsale de l'armée de la République. Pouvant transporter environ 7 400 personnes, ce navire de guerre est capable de servir de transporteur pour les chasseurs, d'attaquer les vaisseaux ennemis, ou encore d'atterrir sur des planètes déchirées par la guerre afin de déposer des troupes au sol[121].
- Chasseur Jedi : vedette de la République, le chasseur Jedi, avec son droïde astromécanicien, est très maniable, léger et rapide. Cependant, à cause de sa petite taille, il a besoin d'un anneau hyperdrive afin de partir en hyperespace[121].
- Droïde Vautour : ce chasseur des Séparatistes, qui n'a pas de pilote mais un cerveau-droïde, est spécialisé dans l'attaque et l'interception des ennemis. Il est une proie facile lorsqu'il est seul, mais en groupe, ils donnent du fil à retordre aux pilotes clones[121].
- Frégate Séparatiste : ces frégates sont des redoutables vaisseaux ennemis pour les croiseurs Jedi grâce à leurs deux boucliers avant et leurs deux canons laser lourds. Ils permettent de transporter environ 150 000 droïdes de combat. En revanche, ils sont particulièrement fragiles à l'arrière[121].
- Barge de transport Séparatiste : la conception de ces transports géants fut empruntée aux barges de transport de la Fédération du commerce. Ce nouveau véhicule de transport est équipé pour transporter des armées massives de droïdes et des véhicules au sol afin de lancer des assauts sur les mondes loyaux à la République[121].

### Véhicules
- RT-TT (Renfort Tactique Tout-Terrain) : avec ses six jambes stables, ces véhicules sont capables de se frayer un chemin sur un terrain accidenté et même gravir des pentes verticales. L'armement lourd du RT-TT et son armure résistante font de lui le véhicule idéal pour être en tête d'une attaque terrestre, malgré sa faiblesse face aux canons adverses[121].
- Canonnière d'assaut Républicaine : conçues pour déployer des troupes rapidement, ces canonnières sont aussi particulièrement efficaces lors des combats aériens et sont résistantes aux tirs ennemis[121].
- TR-TT (Transport de Reconnaissance Tout-Terrain) : idéal pour des missions de reconnaissance, les TR-TT ont de longues jambes rapides qui peuvent couvrir beaucoup de terrain rapidement et offrent à leurs pilotes une position surélevée pour de la surveillance. Malgré cela, le TR-TT exige des contrôles très sensibles et laisse son pilote particulièrement exposé aux tirs ennemis[121].
- TMT (Transport Multi-Troupes) : contrôlé par quatre droïdes, les TMT peuvent transporter 112 droïdes de combat dans un casier interne où ils sont chargés en position repliée afin d'optimiser la place, prêt pour le déploiement rapide et l'activation[121].
- Char d'assaut blindé Séparatiste : ces chars de combat lourdement armés et blindés sont souvent commandés par des droïdes tactiques, qui arpentent le champ de bataille grâce à la tourelle supérieure. Ils sont équipés d'un canon lourd, de deux canons lasers et de six lance-projectiles[121].

## Diffusion

### Aux États-Unis
George Lucas prend la décision inhabituelle d'attendre presque la fin de la production de la première saison avant de proposer la diffusion de The Clone Wars à une chaîne de télévision. Aucune ne se montre alors intéressée par la série dans l'immédiat. Fox Broadcasting Company, la société sœur de la 20th Century Fox qui a distribué les six premiers films Star Wars, décline l'offre. Cartoon Network, qui a diffusé la précédente série basée sur la guerre des clones, intitulée Clone Wars, de 2003 à 2005, est peu enthousiaste sur le projet. Cependant, Warner Bros., la société mère de Cartoon Network, encouragée par les résultats de l'animation, s'intéresse alors à la série seulement après que Lucas ait décidé de faire un film précédant celle-ci. La société convainc alors Cartoon Network de réexaminer le projet.
Stuart Snyder, qui supervise la chaîne pour le groupe audiovisuel Turner Broadcasting System, se rend alors à San Francisco, en Californie, afin de visionner plusieurs épisodes. Il déclare à Lucas après le visionnage que le seul endroit où il veut voir la série est sur Cartoon Network. The Clone Wars est alors diffusée pour la première fois le vendredi 3 octobre 2008 à 21 h sur Cartoon Network aux États-Unis. Par la suite, la série est rediffusée du 15 janvier 2009 au 26 mars 2009 sur TNT. Il s'agit alors de la première série d'animation diffusée depuis plus d'une décennie sur la chaîne. Le 29 août 2012, Lucasfilm annonce une cinquième saison pour une diffusion prévue le 29 septembre 2012. La diffusion de The Clone Wars est alors déplacée au samedi matin à 9 h 30. Parallèlement, les deux premières saisons entrent en syndication.
Le 11 mars 2013, The Clone Wars est annulée. La sixième saison, en production lorsque l'annulation est annoncée, n'est alors pas diffusée à la télévision,. À partir du 17 août 2013, la série est à nouveau rediffusée, cette fois-ci sur Adult Swim dans l'émission Toonami. La sixième saison est finalement diffusée, avec le reste de la série, via le service de streaming Netflix à partir du 7 mars 2014. Après avoir acquis la série, Sean Carey, vice-président de Netflix, juge que celle-ci devenait plus sombre et ne cadrait plus avec la marque de Cartoon Network, mais que c'est une occasion pour le service en ligne. Le 5 février 2017, Netflix annonce qu'elle retire l'intégralité des six saisons de The Clone Wars de son catalogue le 7 mars 2017. Cependant, le 9 mars, il est confirmé que la série est maintenue sur le service de streaming. Toutefois, le 10 mars 2019, Netflix annonce le retrait de la série, dès le mois suivant, au profit du nouveau service de streaming de Disney : Disney+. Les six premières saisons sont alors diffusées dès le 12 novembre 2019. La septième et dernière saison sera diffusée dès le 21 février 2020.

### À l'international
Au Canada, la série est diffusée à partir du 5 octobre 2008 sur CTV. The Clone Wars est diffusée pour la première fois au Royaume-Uni à partir du 25 octobre 2008 sur Sky Movies Premiere et Sky Movies Premiere HD. En Allemagne, elle est diffusée dès le 23 novembre 2008 sur ProSieben. Sur le sol belge, elle est diffusée dès le 10 janvier 2009 sur Club RTL. En Italie, The Clone Wars est diffusée à partir du 13 février 2009, également sur Cartoon Network. Au Québec, la série est diffusée dès l'automne 2009 sur Télétoon,. En France, The Clone Wars est diffusée pour la première fois le 23 décembre 2008 sur W9. La chaîne achète alors les droits de la série avant même sa diffusion originale et définit celle-ci comme « l'événement de cette fin d'année »,. W9 réalise alors plusieurs spots publicitaires, dont un avec ses animateurs, ainsi qu'un coffret de presse (contenant un DVD avec les deux premiers épisodes, un livret et un T-shirt) afin de promouvoir la série,,.
De son côté, M6, chaîne sœur de W9, rediffuse The Clone Wars dès le 18 janvier 2009 dans l'émission M6 Kid. À partir du 14 février 2009, Cartoon Network diffuse également la série. Pour sa deuxième saison, The Clone Wars n'est plus diffusée sur W9, mais sur M6 dès le 21 février 2010. La saison suivante est diffusée en priorité sur Cartoon Network à partir du 2 avril 2011, tandis que la quatrième revient en inédit sur W9 dès le 1er février 2012. Le dernier épisode de la saison est alors diffusé en première mondiale le 14 mars, deux jours avant les États-Unis. Un an plus tard, après l'annulation de la série, Cartoon Network diffuse la cinquième saison à partir du 1er mai 2013. La sixième saison, en production lors de l'annulation, est tout de même mise en ligne via un service de streaming à partir du 22 juillet 2014 sur Canalplay. Le 1er février 2018, les deux premières saisons sont diffusées sur Netflix. L'intégralité de la série, ainsi que la nouvelle saison, seront disponibles dès le 7 avril 2020 en France.

## Accueil

### Audiences
Le 3 octobre 2008, lors de sa première diffusion aux États-Unis, The Clone Wars devient la première série la plus regardée de l'histoire de Cartoon Network avec un record d'audience en moyenne de quatre millions de téléspectateurs. Il s'agit alors d'une augmentation de l'audience de 133 % sur la case horaire de la chaîne. Le précédent détenteur du record était Ben 10: Alien Force, également lors de sa première diffusion le 18 avril 2008 avec 2,9 millions de téléspectateurs. Le record de The Clone Wars est par la suite battu le 13 septembre 2009 par le téléfilm Scooby-Doo : Le mystère commence avec 6,1 millions de téléspectateurs. Le reste de la saison passe en dessous de trois millions de téléspectateurs, mais remonte dès l'épisode final, qui marque l'introduction du chasseur de primes Cad Bane, avec 3,29 millions de téléspectateurs.
Par la suite, la deuxième saison réalise un lancement plus timide que la précédente avec les épisodes Le Vol de l'holocron et La Dangereuse Cargaison, réunissant alors 2,58 millions de téléspectateurs. L'arc final, quant à lui, attire 2,76 millions de téléspectateurs,. La troisième saison, ayant également débuté avec deux épisodes, attire 2,42 millions de téléspectateurs. Cependant, l'audience commence à chuter dès l'épisode suivant en passant sous la barre des deux millions de téléspectateurs mais remonte dès le début de l'arc Mortis avec 2,29 millions de téléspectateurs,. Elle continue de remonter jusqu'à l'épisode final de la saison avec 2,31 millions de téléspectateurs.
Pour la quatrième saison, les deux premiers épisodes réalisent la pire audience de lancement de la série avec 1,93 million de téléspectateurs. Durant pratiquement toute la diffusion, la saison reste sous les deux millions de téléspectateurs, à l’exception de l'épisode final qui réalise 2,03 millions de téléspectateurs. La cinquième et dernière saison, diffusée sur Cartoon Network, débute avec l'épisode Retour en force qui réalise alors une audience de lancement légèrement supérieure avec 1,94 million de téléspectateurs. Jusqu'à l'épisode seize, les audiences des épisodes restent en dessous de deux millions mais remontent dès l'arc final de la saison, consacré à Ahsoka Tano, qui a rassemblé 2,18 millions de téléspectateurs.

### Accueil critique
La première saison de The Clone Wars est mieux reçue que le film pilote, notamment grâce à la durée des épisodes permettant plus d'action et de suspense et un tournant vers un public plus adulte que le long-métrage,. Néanmoins, l'humour, présent grâce aux droïdes de combat est critiqué pour être frustrant et rebutant, de même pour la présence de Jar Jar Binks dans la série qui est considérée comme une erreur. Sur Metacritic, la saison obtient un score de 64 sur 100, sur la base de neuf critiques, indiquant des avis majoritairement positifs. Le 11 juillet 2008, The Hollywood Reporter, après avoir vu un épisode en avant-première, qualifie l'épisode comme « probablement la série d'animation la plus réaliste jamais produite ». En janvier 2009, IGN classe The Clone Wars comme la 89e meilleure série animée, notamment grâce aux épisodes Les Bleus et La Cape des ténèbres, et affirme que leur histoire se démarque comme l'une des meilleures de l'univers étendu de Star Wars. La deuxième saison reçoit un meilleur accueil que la précédente, particulièrement grâce à la qualité de l'animation et pour le ton plus sombre durant certains arcs, mais celle-ci n'est pas à la hauteur des attentes pour l'introduction de Boba Fett dans la série et certaines histoires à épisodes uniques sont jugées faibles,,. Le 23 juillet 2010, au San Diego Comic-Con, Craig Glenday, rédacteur en chef des dossiers du Livre Guinness des records, remet au superviseur de la réalisation de la série, Dave Filoni, au superviseur de l'infographie, Joel Aron, et au designer en chef, Kilian Plunkett, un certificat proclamant The Clone Wars comme « la série d'animation de science-fiction la mieux notée actuellement ».
Le personnage d'Ahsoka Tano est jugé moins irritant dans la troisième saison que durant les précédentes et le film, de même pour l'introduction de Savage Opress qui est médiatisée pendant plusieurs mois et est considérée comme excellente,. Par rapport à la première partie de la saison, la seconde est jugée décevante et inégale en raison du peu d'intérêt des scénarios. Quant à la quatrième saison, celle-ci est louée pour sa qualité de l'animation durant les premiers épisodes centrés sur la guerre aquatique, l'arc se déroulant sur la planète Umbara est considéré comme le meilleur de la saison et le retour de Dark Maul est apprécié et réussi, tandis que celui de Jar Jar Binks rend l'épisode dans lequel il apparaît comme le pire de cette saison,. L'avant-dernière saison est très bien reçue, notamment grâce aux combats au sabre-laser qui sont définis comme impressionnants, mais également pour l'arc final de la saison centré sur Ahsoka qui est admiré pour être émotionnellement incroyable,,. Enfin, The Lost Missions poursuit la très bonne réception de la précédente saison, où le premier arc, centré sur les soldats clones. La présence de Jar Jar Binks, contrairement aux saisons précédentes, est appréciée pour le duo qu'il forme avec Mace Windu,. En 2014, le site WatchMojo.com classe The Clone Wars comme la septième meilleure série d'animation ayant été annulée. L'organisation américaine Common Sense Media, spécialisée dans l'étude des médias et technologies familiales et des enfants, donne trois étoiles sur cinq à la série en la décrivant comme amusante et réussie pour sa qualité d'animation.

## Arrêt

### Une annulation...
Après l'acquisition de Lucasfilm par Disney, le 30 octobre 2012, il est présumé que The Clone Wars sera déplacée de Cartoon Network, une chaîne de Time Warner, concurrent de Disney, à Disney XD après la diffusion de la cinquième saison,,. Cependant, dès le début du mois de mars 2013, plusieurs rumeurs annoncent la fin de la série,,. Finalement, le 11 mars 2013, Lucasfilm confirme l'arrêt de The Clone Wars. La raison invoquée est la production d'une nouvelle série au détriment de The Clone Wars. Lucasfilm déclare alors qu'ils travaillent « sur une toute nouvelle série Star Wars se déroulant dans une période jamais traitée auparavant dans les films ou à la télévision »,.
En mai 2014, le scénariste Brent Friedman révèle sur son compte Twitter que les scripts pour les saisons 7 et 8 ont été écrits avant l'arrêt. Le 17 avril 2015, lors du panel de la série à la Star Wars Celebration à Anaheim, Dave Filoni déclare que la fin de The Clone Wars devait se dérouler durant les événements relatés dans le film La Revanche des Sith. Les destins d'Ahsoka Tano et du capitaine Rex devaient également être révélés pour expliquer leur absence dans l'épisode III de la saga. En 2015, le journaliste Chris Taylor estime dans son livre, How Star Wars Conquered the Universe: The Past, Present, and Future of a Multibillion Dollar Franchise, que la décision d'annuler The Clone Wars résulte principalement d'une raison financière. Il précise que le budget élevé de la série, associée aux futurs films à financer, n'est simplement pas viable pour The Clone Wars.

### ...et un héritage

Logo de l'héritage de la série : The Clone Wars Legacy.

Au moment de l'annulation en mars 2013, il y a encore de nombreux épisodes en développement. Treize de ces épisodes sont achevés et sont devenus une partie de la sixième saison intitulée The Lost Missions. Les autres arcs narratifs, centrés sur des événements, des personnages ou des lieux, n'ont en revanche jamais été finalisés. Il s'agit de :
Dark Maul - Fils de Dathomir
Un arc de quatre épisodes aurait dû poursuivre l'histoire de Dark Maul après les événements de l'épisode 16 de la cinquième saison : Sans foi ni loi. L'arc devait expliquer pourquoi Dark Maul avait été ressuscité dans l'épisode 21 de la quatrième saison : Les Frères. Les quatre épisodes étaient intitulés The Enemy of my Enemy, A Tale of two Apprentices, Proxy War et Showdown on Dathomir (codes de production : 6-21 à 6-24). L'arc a cependant été adapté dans une bande dessinée, nommée Dark Maul : Fils de Dathomir (Darth Maul: Son of Dathomir), en quatre parties publiée de mai à août 2014.
Crystal Crisis on Utapau
Depuis le 25 septembre 2014, quatre épisodes sont diffusés sur le site officiel de Star Wars, ces épisodes sont tous en animatique car non finalisés à la suite de l'arrêt de la série ; mise à part l'animatique, le doublage des interprètes originaux, la musique et les effets sonores sont présents. Ces quatre épisodes sont intitulés : A Death on Utapau, In Search of the Crystal, Crystal Crisis et The Big Bang (codes de production : 6-01 à 6-04). L'arc a lieu sur Utapau avec Obi-Wan et Anakin enquêtant sur un contrat d'armement impliquant les Séparatistes et un cristal Kyber. Il aborde également les sentiments d'Anakin après le départ d'Ahsoka.
Sombre Apprenti
Ce dernier arc, composé de huit épisodes intitulés Lethal Alliance, The Mission, Conspirators, Dark Disciple, Saving Vos Part I, Saving Vos Part II, Traitor et The Path (codes de production : 6-13 à 6-20), faisait mettre en scène Asajj Ventress et Quinlan Vos et devait, à l'origine, faire partie de la septième saison de la série. L'arc fut tout de même adapté en livre, intitulé Sombre Apprenti (Dark Disciple), et est sorti le 7 juillet 2015.

## Un retour inattendu
Le 19 juillet 2018, un panel consacré à la série est présenté au San Diego Comic-Con afin de célébrer le dixième anniversaire de The Clone Wars. À la fin, une bande-annonce révèle le retour de The Clone Wars avec douze nouveaux épisodes, finalisés, prévus sur le service de streaming de Disney. Diffusés dès le 21 février 2020, ils constituent la septième saison composée de trois arcs : Bad Batch, précédemment diffusé en version non finalisée, Ahsoka Tano et le siège de Mandalore. Il s'agit des épisodes finaux de la série.

## Distinctions
The Clone Wars remporte de nombreuses récompenses et nominations. Parmi celles-ci, la série est présente plusieurs fois lors des Annie Awards, Critics' Choice Television Awards, Daytime Emmy Awards et Motion Picture Sound Editors Awards. Lors de la 40e cérémonie des Daytime Emmy Awards, qui s'est déroulée le 16 juin 2013, The Clone Wars remporte deux Emmy Awards en présence de George Lucas. Le prix est remis par Carrie Fisher, l'interprète de Leia Organa, qui exprime alors son enthousiasme en criant « Yes! » lors de l'annonce de la série gagnante.

### Récompenses
| Année               | Récompense                                                      | Catégorie                                                        | Récipiendaire |
| ------------------- | --------------------------------------------------------------- | ---------------------------------------------------------------- | --- |
| 2009                | Motion Picture Sound Editors Awards                             | Meilleur montage sonore - Animation                              | Matthew Wood, David Acord (en), Frank Rinella, Dennie Thorpe, Jana Vance et Ellen Heuer pour l'épisode L'Antre de Grievous  |
| 2013                |                                                                 |                                                                  | |
| Daytime Emmy Awards | Meilleur programme spécial d'animation                          | George Lucas, Dave Filoni, Cary Silver et Athena Yvette Portillo | |
| Daytime Emmy Awards | Meilleur interprète dans un programme d'animation               | David Tennant : Huyang                                           | |
| 2014                |                                                                 |                                                                  | |
| Daytime Emmy Awards | Meilleur programme spécial d'animation                          | George Lucas, Dave Filoni, Cary Silver et Athena Yvette Portillo | |
| Daytime Emmy Awards | Meilleur accomplissement personnel remarquable dans l'animation | Christopher Voy                                                  | |
| 2015                | Motion Picture Sound Editors Awards                             | Meilleur montage sonore - Animation                              | Matthew Wood, David Acord, Kevin Sellers, Steve Slanec, Jeremy Bowker, Dean Menta et Sean Kiner pour l'épisode Le Sacrifice |

### Nominations
| Année               | Récompense                                          | Catégorie | Récipiendaire |
| ------------------- | --------------------------------------------------- | --- | --- |
| 2009                | Annie Awards                                        | Meilleure musique dans une production télévisuelle                                                                          | Kevin Kiner pour l'épisode L'Aube du Malveillant |
| 2009                | Saturn Awards                                       | Meilleure série diffusée sur le câble ou en syndication                                                                     | Star Wars: The Clone Wars |
| 2010                | Annie Awards                                        | Meilleure musique dans une production télévisuelle                                                                          | Kevin Kiner pour l'épisode L'Usine d'armement |
| 2010                | Motion Picture Sound Editors Awards                 | Meilleur montage sonore : effets sonores, bruitages, dialogues et doublage - Animation                                      | Matthew Wood, David Acord (en), Frank Rinella, Ellen Heuer, Sean England et Juan Peralta pour l'épisode Atterrissage mouvementé                                         |
| 2010                | Television Critics Association Awards               | Meilleure série d'animation                                                                                                 | Star Wars: The Clone Wars |
| 2010                | Teen Choice Awards                                  | Meilleure série d'animation                                                                                                 | Star Wars: The Clone Wars |
| 2011                | Annie Awards                                        | Meilleure production d'une série télévisée d'animation                                                                      | Lucasfilm Animation pour l'épisode Les ARC Troopers |
| 2011                | Annie Awards                                        | Meilleur doublage dans une production télévisuelle                                                                          | Corey Burton : baron Papanoida |
| 2011                | Annie Awards                                        | Meilleur doublage dans une production télévisuelle                                                                          | Nika Futterman : Asajj Ventress |
| 2011                | Annie Awards                                        | Meilleur scénariste pour une production télévisuelle                                                                        | Daniel Arkin (en) pour l'épisode Héros des deux côtés |
| 2012                | Annie Awards                                        | Meilleurs effets d'animation dans une production d'animation                                                                | Joel Aron |
| 2012                | Annie Awards                                        | Meilleur doublage dans une production télévisuelle                                                                          | Nika Futterman : Asajj Ventress |
| 2012                | Annie Awards                                        | Meilleur doublage dans une production télévisuelle                                                                          | Dee Bradley Baker : soldats clones |
| 2012                | Annie Awards                                        | Meilleur montage dans une production télévisuelle                                                                           | Jason Tucker |
| 2012                | Annie Awards                                        | Meilleures audiences générales pour une série télévisée d'animation                                                         | Star Wars: The Clone Wars |
| 2012                | Critics' Choice Television Awards                   | Meilleure série d'animation                                                                                                 | Star Wars: The Clone Wars |
| 2013                | Annie Awards                                        | Meilleurs effets d'animation dans une production d'animation                                                                | Joel Aron |
| 2013                | Annie Awards                                        | Meilleure animation de personnages dans une animation pour la télévision ou toute autre production télévisuelle             | Keith Kellogg |
| 2013                | Annie Awards                                        | Meilleur doublage dans une animation pour la télévision                                                                     | Sam Witwer : Dark Maul |
| 2013                | Annie Awards                                        | Meilleure réalisation exceptionnelle, dans un montage d'animation pour la télévision ou toute autre production télévisuelle | Jason Tucker |
| 2013                | Critics' Choice Television Awards                   | Meilleure série d'animation                                                                                                 | Star Wars: The Clone Wars |
| 2013                | Daytime Emmy Awards                                 | Meilleur interprète dans un programme d'animation                                                                           | Jim Cummings : Hondo Onhaka |
| 2013                | Daytime Emmy Awards                                 | Meilleur interprète dans un programme d'animation                                                                           | Sam Witwer : Dark Maul |
| 2013                | Daytime Emmy Awards                                 | Meilleure réalisation pour un programme d'animation                                                                         | Dave Filoni, Kyle Dunlevy, Brian Kalin O'Connell, Steward Lee, et Bosco Ng                                                                                              |
| 2013                | Daytime Emmy Awards                                 | Meilleure composition et direction musicale                                                                                 | Kevin Kiner |
| 2013                | Daytime Emmy Awards                                 | Meilleur mixage audio pour un programme d'animation                                                                         | David Acord et Cameron Davis |
| 2014                | Annie Awards                                        | Meilleure animation de personnages dans une production d'animation                                                          | Keith Kellogg |
| 2014                | Annie Awards                                        | Meilleur montage dans une production d'animation                                                                            | Jason Tucker |
| 2014                | Motion Picture Sound Editors Awards                 | Meilleur montage sonore : effets sonores, bruitages, dialogues et doublage - Animation                                      | Matthew Wood, David Acord, Dennie Thorpe, Jana Vance, Jeremy Bowker, Erik Foreman, Steve Slanec, Frank Rinella, Dean Menta et Sean Kiner pour l'épisode Sans foi ni loi |
| 2014                | Daytime Emmy Awards                                 | Meilleurs réalisations exceptionnelles dans le mixage audio - Animation                                                     | Cameron Davis, David Acord, Frank Rinella, et Mark Evans |
| 2014                | Daytime Emmy Awards                                 | Meilleur montage sonore - Animation                                                                                         | Matthew Wood, Dean Menta, Jeremy Bowker, Erik Foreman, Pascal Garneau, Steve Slanec, Frank Rinella, Dennie Thorpe, Jana Vance, et David Acord                           |
| 2015                |                                                     | | |
| Daytime Emmy Awards | Meilleur programme spécial d'animation              | George Lucas, Dave Filoni, Cary Silver et Athena Yvette Portillo                                                            | |
| Daytime Emmy Awards | Meilleur interprète dans un programme d'animation   | Mark Hamill : Dark Bane | |
| Daytime Emmy Awards | Meilleur scénario dans un programme d'animation     | Christian Taylor | |
| Daytime Emmy Awards | Meilleure réalisation dans un programme d'animation | Dave Filoni, Brian Kalin O’Connell, Danny Keller et Steward Lee                                                             | |
| Daytime Emmy Awards | Meilleur mixage audio - Animation                   | Cameron Davis, David Acord, Frank Rinella et Mark Evans                                                                     | |
| Daytime Emmy Awards | Meilleur montage sonore - Animation                 | Matthew Wood, David Acord, Dean Menta, Jeremy Bowker, Steve Slanec, Andrea Gard, Kevin Sellers, Dennie Thorpe et Jana Vance | |
| Daytime Emmy Awards | Meilleure composition et direction musicale         | Kevin Kiner | |